# Servianá
Servianá (Serviana) är en ort i Grekland.   Den ligger i prefekturen Nomós Ioannínon och regionen Epirus, i den centrala delen av landet, 300 km nordväst om huvudstaden Aten. Servianá ligger 753 meter över havet och antalet invånare är 210.
Terrängen runt Servianá är kuperad.Runt Servianá är det ganska glesbefolkat, med 35 invånare per kvadratkilometer. Närmaste större samhälle är Ioánnina, 13,0 km norr om Servianá. Trakten runt Servianá består till största delen av jordbruksmark.